# Eternal Sunshine
Eternal Sunshine (estilizado em letras minúsculas) é o sétimo álbum de estúdio da cantora e compositora norte-americana Ariana Grande, lançado em 8 de março de 2024, através da Republic Records. Escrito e produzido por Grande, Max Martin, Ilya Salmanzadeh, Oscar Görres, dentre outros. Eternal Sunshine é um álbum pop e R&B com influências dance, particularmente synth-pop e house, caracterizado por sintetizadores mid-tempo, guitarras sutis e elementos de cordas.
Grande derivou o título do álbum do filme de drama romântico Eternal Sunshine of the Spotless Mind (2004), que reflete sobre as repercussões de apagar uma pessoa importante da memória após um término. Ela concebeu-o como um registro de vulnerabilidade e entretenimento, inspirado por experiências de sua vida pessoal. A maioria dos críticos musicais elogiou Eternal Sunshine pelo desempenho vocal de Grande e pela vulnerabilidade emocional do assunto. Eternal Sunshine e seus singles receberam três indicações ao Grammy Awards, incluindo Melhor Álbum Vocal de Pop.
Nos Estados Unidos, o álbum estreou na primeira posição da Billboard 200, tornando-se seu sexto álbum número um no país, ao passo que todos as suas faixas entraram na Billboard Hot 100. Três singles foram extraídos do álbum; os dois primeiros, "Yes, And?" e "We Can't Be Friends (Wait for Your Love)", estrearam no topo da Hot 100, fazendo de Grande a artista feminina com a maior quantidade de estreias no topo do gráfico, bem como a primeira a possuir dois álbuns com múltiplas canções que estrearam em número um no país. Eternal Sunshine liderou as tabelas de vários países da Europa, da Ásia-Pacífico e das Américas. Grande promoveu o álbum e discutiu-o em programas com Zach Sang, Zane Lowe, Penn Badgley e Sean Evans, e foi convidada musical de um episódio de Saturday Night Live. Ela também apresentou canções do álbum no Met Gala de 2024 e no The Tonight Show Starring Jimmy Fallon. 
A edição padrão de Eternal Sunshine não contém colaborações, mas apresenta palavras faladas pela avó materna de Grande, Marjorie Grande, em "Ordinary Things", e pela astróloga Diana Garland em "Saturn Returns Interlude". Duas edições estendidas do álbum foram lançadas em março e outubro de 2024, incluindo remixes e versões alternativas de faixas do álbum, com participações das cantoras estadunidenses Mariah Carey, Brandy e Monica e do cantor australiano Troye Sivan. Uma versão deluxe do álbum, intitulada Eternal Sunshine Deluxe: Brighter Days Ahead, foi lançada em 28 de março de 2025, acompanhada de um curta-metragem de mesmo nome. 

## Antecedentes

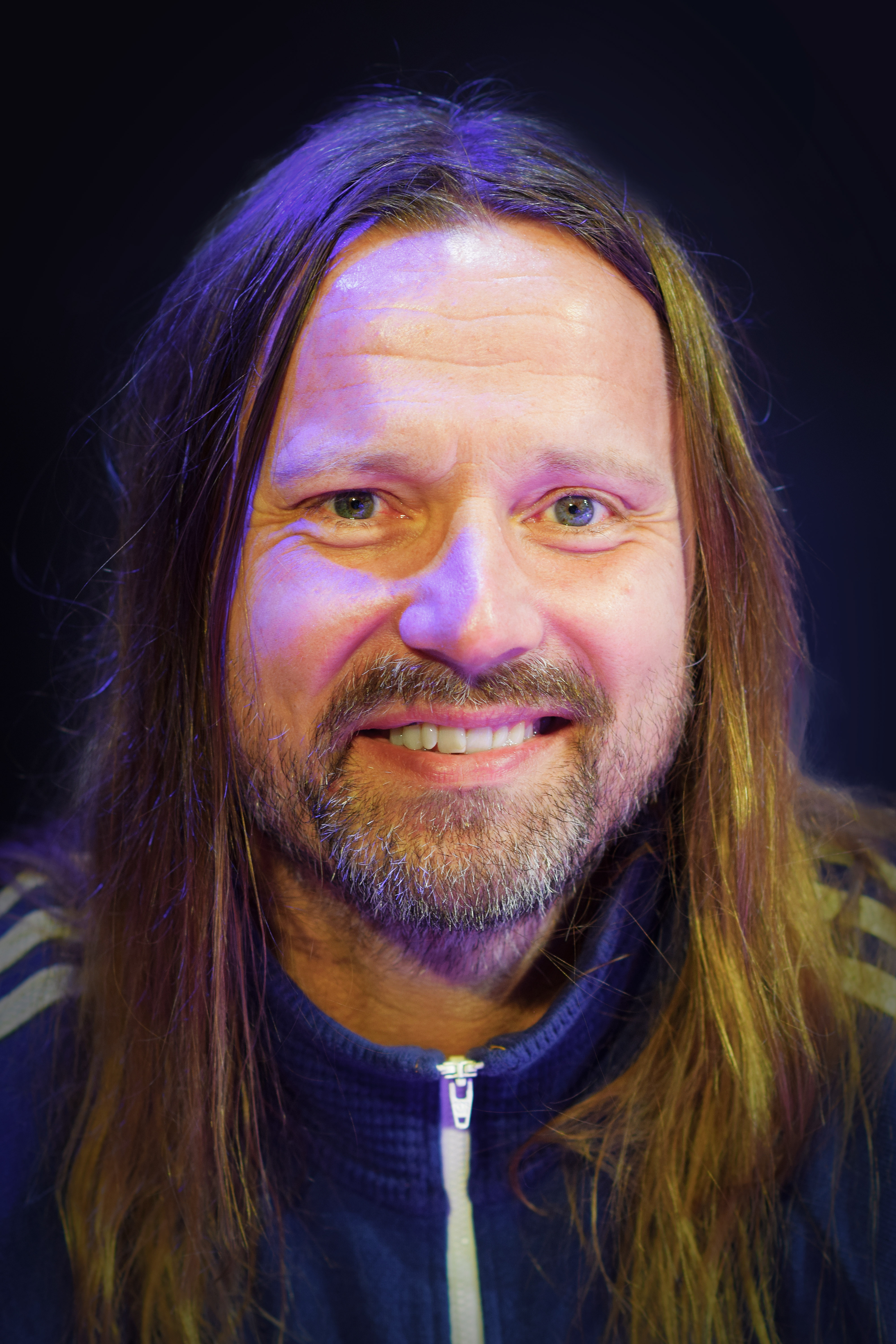
Max Martin é um dos produtores de Eternal Sunshine, junto com Grande e Ilya Salmanzadeh.

Em 12 de maio de 2022, dezenove meses após o lançamento de seu sexto álbum de estúdio, Positions (2020), Grande esclareceu que não gravaria nenhum novo álbum até que finalizasse as gravações de Wicked (2024), a adaptação cinematográfica do musical da Broadway de mesmo nome, na qual ela interpreta a personagem Glinda. Em outubro de 2023, ela sugeriu pela primeira vez, de brincadeira, um próximo álbum postando "ag7: goat mother" como legenda no Instagram. Um conjunto de fotos incluía uma foto dela com o produtor sueco e colaborador de longa data Max Martin no topo do Jungle City Studios, em Nova York.
Em 7 e 17 de dezembro, Grande compartilhou uma série de fotos e vídeos trabalhando em estúdios de gravação e editando arquivos de áudio. Ao contrário de seus lançamentos anteriores, ela afirmou que não compartilharia trechos de músicas para o próximo álbum. No dia 27 de dezembro, a cantora confirmou o lançamento do álbum para 2024 por meio de suas redes sociais. Ela postou um carrossel de vídeos em seu Instagram que a mostram chorando em um estúdio de gravação e sua mãe Joan dançando uma nova música dela, entre outras. Ela legendou a postagem “See you next year" (trad: "Vejo vocês no próximo ano”) e marcou várias contas, incluindo a do músico sueco Ilya Salmanzadeh, do diretor de videoclipes Christian Breslauer e da Republic Records. Ela se referiu à foto dela chorando e outra que a retrata dançando como os “dois climas do álbum”. Pacotes da R.E.M. Beauty, incluindo um close desfocado dos lábios vermelhos de Grande e a legenda do post em uma nota, foram enviados a vários fãs.
Em 17 de janeiro de 2024, Grande anunciou o álbum, seu título Eternal Sunshine e a data de lançamento através de suas redes sociais.

## Concepção
Grande descreveu Eternal Sunshine como "uma espécie de álbum conceitual" compreendendo "diferentes peças intensificadas da mesma história, da mesma experiência". Ela explicou que o álbum abrange desde músicas "realmente vulneráveis" até faixas divertidas que a mostram imitando "o que as pessoas esperam que eu seja às vezes e me divertindo com isso".
Wendy Goldstein, co-presidente da Republic Records, descreveu o disco como uma "versão elevada" dos álbuns anteriores de Grande, chamando-o de uma personificação de "Sweetener encontra Thank U, Next".

## Gravação e produção
Em um vídeo compartilhado em suas redes sociais mostrando a prévia de algumas músicas do álbum para a equipe da Republic Records, Grande revelou que ela "veio [para o estúdio]" e começou a trabalhar no disco em setembro de 2023—depois que a greve SAG-AFTRA forçou a pausa temporária das filmagens de Wicked. Ela revelou ainda que trabalhou com Max Martin por algumas semanas e também cuidou da produção sozinha. Gravações vocais e orquestrações foram organizadas em novembro, sendo concluído no final de dezembro de 2023.
Referindo-se ao período de produção de Eternal Sunshine, Grande afirmou que "as coisas [estavam] meio que jorrando e acontecendo muito rapidamente".

## Composição

### Gêneros
Eternal Sunshine é um álbum pop e R&B que contém elementos de dance music. Helen Brown, do The Independent, descreveu-o como um álbum de "pop lento", consistindo em sintetizadores mid-tempo, cordas e guitarra silenciada. Jem Aswad, da Variety, sentiu que Martin e Salmanzadeh imbuíram o álbum com uma "vibração e estrutura muito sueca nas faixas" inspirada no pop clássico, um estilo atípico dos músicos "anglo-americanos".
Liricamente, o álbum é uma combinação de "temas ultra seguros de si mesmo e completamente autocríticos", inspirados nas relações pessoais de Grande. Billboard descreveu-o como um disco introspectivo, no qual Grande reflete sobre si mesma ao chegar aos 30 anos de idade.

### Músicas e letras
A música de abertura de Eternal Sunshine, "Intro (End of the World)", inclui principalmente cordas e uma guitarra melancólica. A canção descreve as ansiedades de Grande com seu parceiro e a possibilidade do fim da relação.   Grande descreveu a segunda música, "Bye", como a mais difícil do álbum para ela, dizendo: "Foi difícil porque eu desesperadamente não queria que soasse como um foda-se. Queria que soasse como: Preciso ir embora, então adeus".
A terceira música, "Don't Wanna Break Up Again", aborda os sentimentos conflitantes que teve no fim de sua relação com Dalton Gomez. Embora ela se refira a isso como uma "situação" que sabe que precisa terminar, a canção mostra sua relutância em seguir adiante com a decisão de encerrar o casamento, descrevendo os passos que tomou para tentar salvá-lo, como a terapia. Rolling Stone descreveu as três primeiras faixas do álbum como "pop dos anos 70".
O interlúdio do álbum, "Saturn Returns", apresenta um vídeo do YouTube da astróloga Diana Garland, no qual ela analisa a importância dos 29 anos na vida de uma pessoa. Ela incentiva o ouvinte a "despertar" e "descobrir quem realmente é" antes da quinta música principal do álbum. O interlúdio se funde diretamente com "Eternal Sunshine", na qual Ariana parece aceitar os defeitos de seu parceiro e de sua relação. Na canção, ela sugere que Gomez pode tê-la traído e expressa incerteza sobre o futuro da relação em meio a um ritmo de "R&B-pop".
"Supernatural", a sexta faixa do álbum, tem um ritmo de R&B de baixa intensidade. A letra fala sobre como Grande está apaixonada por alguém e se sente inseparável dessa pessoa. A canção transmite que esse amor domina totalmente sua mente e indica que ela está se recuperando de um desgosto amoroso e pronta para amar novamente. A Billboard classificou "Supernatural" como a oitava melhor faixa de Eternal Sunshine e a comparou com "Breathin'" de Sweetener, afirmando que ambas as canções são "home runs inegáveis e sucessos infalíveis do pop puro".
A sétima faixa, "True Story", e a oitava, "The Boy Is Mine", foram propositalmente colocadas juntas na tracklist e ambas são descritas como músicas de R&B que remetem ao som dos anos 90 e 2000.  Grande descreve a primeira como "uma história falsa baseada em todos os eventos falsos", com uma "batida furtiva de R&B" e elementos de G-funk em sua produção.
A última música foi inspirada nas reações positivas recebidas pela canção vazada, "Fantasize", por parte dos fãs de Grande. A faixa é descrita como uma "versão aprimorada de [Fantasize]" e também uma "reinvenção" da música de mesmo nome.

## Lançamento e promoção
Eternal Sunshine foi lançado em 8 de março de 2024. Foi comercializado através de streaming, download digital, cinco variantes no formato de CD e seis variantes no formato de vinil. A pré-venda iniciou em 17 de janeiro, no mesmo dia em que o álbum foi anunciado.

### Marketing
A lista de faixas do álbum não foi revelada inteiramente de uma vez. Grande revelou os títulos das músicas e a ordem das faixas em dias diferentes, começando em 27 de janeiro de 2024, com as faixas 1, 5 e “Yes, And?” como faixa 9. As faixas 2, 6 e 10 foram reveladas em 7 de fevereiro, seguidas pelas faixas 3, 7 e 11 em 17 de fevereiro e as faixas 4, 8, 12 e 13 em 27 de fevereiro. Adicionalmente, Grande revelou algumas letras do álbum através de suas redes sociais em 27 de fevereiro. Um teaser do álbum, com a cantora em uma sessão de fotos para uma das capas, foi lançado em 6 de março de 2024.
Grande apareceu no Zach Sang Show para uma entrevista de episódio duplo para discutir o álbum. O primeiro episódio foi lançado em 27 de fevereiro de 2024 e foi centrado no processo criativo. O segundo episódio foi lançado no dia 8 de março, onde Grande detalha cada música. Ela também apareceu no Apple Music 1 para uma entrevista de Zane Lowe, que foi transmitida em 7 de março de 2024. Ela apareceu no The Tonight Show Starring Jimmy Fallon em 6 de junho de 2024 para falar sobre Wicked (2024) e o terceiro single "The Boy Is Mine"; essa foi sua primeira entrevista em um programa noturno desde 2021 e sua décima primeira aparição no programa.
Grande foi a convidada de um episódio em duas partes do podcast Podcrushed de Penn Badgley; a primeira parte foi lançada em 12 de junho, seguida pela segunda parte em 17 de junho. Ela também participou de um episódio do podcast Shut Up Evan em 9 de julho, e do episódio final da 24ª temporada do talk show online Hot Ones, apresentado por Sean Evans, em 8 de agosto de 2024.

### Título e arte de capa
O título do álbum é uma referência ao filme Eternal Sunshine of the Spotless Mind (2004), estrelado por Jim Carrey, de quem Grande expressou ser fã e cujo programa, Kidding, ela estrelou como convidada. O título do álbum foi indicado através de dois easter eggs. O primeiro esteve presente na primeira cena do videoclipe de "Yes, And?". Nele, um cartão vermelho tem a sigla "AG7" na frente, com as coordenadas geográficas 41°03′59″N 71°95′45″W mencionadas abaixo—que localizam Montauk, Nova York,um importante local de filmagem do filme. O segundo foi quando Grande compartilhou alguns versos do poema “Eloisa to Abelard” de Alexander Pope em seu Instagram, incluindo: “Eternal sunshine of the spotless mind!”.
Sete variações de capas de Eternal Sunshine foram comercializadas: uma capa padrão de vinil, quatro variantes DTC através do website de Grande, uma capa exclusiva para varejistas (que também serve como arte de capa do single "Yes, And?"), e uma capa exclusiva para as lojas Target nos Estados Unidos. A capa digital retrata a nuca de Grande, com ela vestida com uma roupa branca e o cabelo loiro preso em um rabo de cavalo, apoiado no ombro de uma mulher vestida de forma semelhante que é "um clone de si mesma". Três capas e a arte de "Yes, And?" foram reveladas com o anúncio do álbum. As três capas alternativas restantes foram reveladas ao longo de janeiro e fevereiro. Através do material promocional do álbum, Grande ostenta uma roupa de Maison Margiela—um macacão branco e um par de luvas de tule vermelho. Ela afirmou que as diferentes obras de arte "capturam os altos e baixos emocionais do álbum".

### Singles
"Yes, And?", o primeiro single do álbum, foi lançado em 12 de janeiro de 2024, através das plataformas de streaming e outros formatos físicos. O videoclipe, dirigido por Christian Breslauer, foi lançado no mesmo dia através do canal oficial de Grande no YouTube. O título da canção foi divulgado por Grande dias antes do lançamento, quando ela usava um moletom, enquanto estava fora de casa, com "yes, and?" estampado. "Yes, And?" estreou no topo da Billboard Hot 100, tornando-se o oitavo single número um de Grande nos Estados Unidos. Também atingiu o topo das tabelas Global 200, Global Excl. US, Canadian Hot 100; e alcançou o top cinco das paradas na Austrália, Irlanda, Nova Zelândia e Reino Unido. Múltiplas versões e remixes foram lançados, incluindo um remix com participação de Mariah Carey em fevereiro. Em 5 de fevereiro, Grande anunciou através de suas redes sociais que nenhum outro single de pré-lançamento seguiria "Yes, And?". Antes de lançar os próximos singles, ela argumentou que queria que os fãs "experimentassem [Eternal Sunshine] por completo desta vez".
"We Can't Be Friends (Wait for Your Love)" foi lançada em 8 de março de 2024 como segundo single do álbum, junto com um videoclipe, acompanhando o lançamento do álbum. A música também foi lançada em CD, cassete, e vinil de 7 polegadas. Seu videoclipe—coestrelado pelo ator Evan Peters—foi descrito por Grande como sua "própria versão curta de [Eternal Sunshine of the Spotless Mind]". A música estreou no topo da Billboard Hot 100, marcando o nono primeiro lugar de Grande e seu sétimo single a estrear na primeira posição. Com isso, Grande superou Taylor Swift como a mulher com o maior número de estreias em primeiro lugar na tabela musical.
"We Can't Be Friends (Wait for Your Love)" também alcançou o topo da Global 200, e das paradas em outros seis países, incluindo Nova Zelândia, Malásia, e Emirados Árabes Unidos.
A música se tornou o décimo primeiro lugar de Grande na parada Billboard Pop Airplay, onde permaneceu por duas semanas consecutivas no topo. Em setembro de 2024, recebeu certificação de dupla platina pela RIAA.
A oitava faixa de Eternal Sunshine, intitulada "The Boy Is Mine", viralizou no TikTok devido a uma tendência de dança associada à música e recebeu múltiplos apoios de celebridades online.. Em 7 de maio, Grande confirmou por meio de seu Instagram as teorias dos fãs de que a música seria lançada como o próximo single.. O videoclipe da música—coestrelado pelo ator Penn Badgley e com participações especiais de Brandy e Monica foi lançado em 7 de junho,, quatro dias antes de ser enviado às rádios de música pop contemporânea dos EUA como o terceiro single do álbum.. A revista Variety descreveu o videoclipe como "teatral".. Um remix da faixa com Brandy e Monica — que fizeram o dueto de 1998 que inspirou a música de Grande — foi lançado em 21 de junho de 2024.. Edições físicas das versões solo e remix foram lançadas no final de julho.. "The Boy Is Mine" alcançou o top 15 no Global 200 e no Canadian Hot 100, além do top 20 nos EUA.. Em setembro de 2024, a música foi certificada como platina nos EUA pela RIAA..

### Performances
Grande apareceu como convidada musical do episódio de 9 de março de 2024 do Saturday Night Live. Foi sua terceira aparição no programa, sendo sua primeira desde 2016. Ela apresentou "We Can't Be Friends (Wait for Your Love)" e "Imperfect for You". Grande compareceu e foi a atração surpresa do Met Gala 2024 na cidade de Nova Iorque, em 6 de maio de 2024. Ela apresentou os três primeiros singles do álbum, além de "Into You", "7 Rings", "A Bela Adormecida" (1959) com "Once Upon a Dream" e um dueto cover de "When You Believe", single de 1998 de Whitney Houston e Mariah Carey, ao lado de Cynthia Erivo. Grande foi a atração musical do episódio de 6 de junho de 2024 de The Tonight Show Starring Jimmy Fallon, onde apresentou "The Boy Is Mine". Performances das sete músicas que tiveram versões ao vivo na edição Slightly Deluxe and Also Live do álbum, com Grande acompanhada por uma banda de dez integrantes, foram lançadas em seu canal no Vevo no YouTube de 1 a 7 de outubro.
Em julho de 2024, Grande revelou seus planos para uma "amostra de shows" no podcast Shut Up Evan; ela acrescentou que seria "uma ideia realmente adorável poder encaixar alguns shows entre os dois filmes de Wicked". Após especulações em dezembro de 2024 sobre um possível anúncio de uma série de concertos para 2025, a Republic Records negou os rumores e afirmou que "não havia planos" para uma turnê. Mais tarde naquele mês, Grande disse à Variety que, embora "a música e estar no palco sempre farão parte da [sua] vida", ela não faria turnê "tão cedo", priorizando a atuação "nos próximos anos".

## Recepção da crítica
| Críticas profissionais | Críticas profissionais |
| Pontuações agregadas   | Pontuações agregadas   |
| Fonte                  | Avaliação              |
| ---------------------- | ---------------------- |
| AnyDecentMusic?        | 7.5/10                 |
| Metacritic             | 84/100                 |
| Avaliações da crítica  |                        |
| Fonte                  | Avaliação              |
| AllMusic               | [ 100 ]                |
| Clash                  | 8/10                   |
| The Daily Telegraph    | [ 102 ]                |
| The Guardian           | [ 103 ]                |
| The Independent        | [ 18 ]                 |
| The Line of Best Fit   | 7/10                   |
| NME                    | [ 29 ]                 |
| Pitchfork              | 7.2/10                 |
| Rolling Stone          | [ 23 ]                 |
| Slant Magazine         | [ 106 ]                |

No Metacritic, que atribui uma pontuação normalizada de 0 a 100 com base nas avaliações de publicações profissionais, Eternal Sunshine recebeu uma média ponderada de 84, com base em 19 análises, indicando "aclamação universal". Em uma crítica entusiástica, Brittany Spanos da Rolling Stone elogiou Eternal Sunshine por ter "algumas das músicas mais honestas e inventivas de sua carreira" e classificou o álbum como um "clássico instantâneo". Vários outros críticos, como Nick Levine da NME, Neil Z. Yeung da AllMusic, Emma Harrison da Clash, Laura Snapes do The Guardian e Lindsay Zoladz do The New York Times, consideraram-no um dos álbuns mais fortes e sofisticados de Grande até agora, destacando a maturidade percebida de seu conteúdo.
A tonalidade musical do álbum recebeu elogios frequentes. Harry Tafoya da Pitchfork, Moses Jeanfrancois do Beats Per Minute, Jem Aswad da Variety e Mary Siroky da Consequence destacaram as vocais "brutos", sutis e contidas de Grande, observando que elas se concentravam mais na textura do que em exibir seu alcance vocal. Lindsay Zoladz considerou Eternal Sunshine uma das lançamentos "texturalmente consistentes" de Grande. Em contraste, Helen Brown do The Independent achou essa tonalidade um tanto conversacional, carecendo de "ganchos melódicos fortes".
Vários críticos ofereceram críticas sobre a composição do álbum. Poppie Platt do The Daily Telegraph e David Cobbald do The Line of Best Fit consideraram o álbum uma produção pop "polida", embora com algumas faixas decepcionantes e letras simples. Segundo Tafoya, Grande frequentemente recorre a "frases clichês ou se atrapalha com as sílabas", enquanto Siroky observou a falta de foco conceitual nas letras, e Green afirmou que algumas faixas eram insubstanciais. Em uma crítica desfavorável, Robert Sona do Sputnikmusic culpou a composição por tornar o álbum uma produção "sem ambição".
Várias críticas elogiaram a produção de Martin, enfatizando sua influência estilística em Eternal Sunshine. Sona creditou à equipe "concisa" de produtores de Grande—Martin, Salmanzadeh e Davidior—por ajudar o álbum a parecer "uma obra de arte singular e bem estruturada", ao contrário de Positions. Jeanfrancois considerou o som um retorno ao R&B dos anos 1990, algo que foi "ansiosamente solicitado" por fãs e críticos.. No entanto, Sal Cinquemani da Slant Magazine concordou com Platt ao criticar o álbum por não se aventurar fora dos estilos musicais familiares de Grande.
O status percebido de Eternal Sunshine como um "álbum de divórcio" gerou um debate crítico. Snapes descreveu o álbum como um registro "pós-divórcio" perspicaz. Tafoya opinou que Eternal Sunshine não é "um álbum de divórcio tão coeso" quanto 30 de Adele (2021), enquanto Jeanfrancois afirmou que não é "de forma alguma um álbum de divórcio".

### Classificações de Fim de Ano
| Publicação/crítica     | Lista                                              | posição | Ref.    |
| ---------------------- | -------------------------------------------------- | ------- | ------- |
| AllMusic               | 100 álbuns favoritos de 2024                       | —       | [ 112 ] |
| Billboard              | Os 50 melhores álbuns de 2024                      | 6       | [ 113 ] |
| Cosmopolitan           | Os melhores álbuns de 2024                         | —       | [ 114 ] |
| The Hollywood Reporter | Os 10 melhores álbuns de 2024                      | 5       | [ 115 ] |
| Los Angeles Times      | Os 20 melhores álbuns de 2024                      | 7       | [ 116 ] |
| NME                    | Os 50 melhores álbuns de 2024                      | 24      | [ 117 ] |
| People                 | Os 10 melhores álbuns de 2024                      | 8       | [ 118 ] |
| Rolling Stone          | Os 100 melhores álbuns de 2024                     | 8       | [ 119 ] |
| Uproxx                 | Os melhores álbuns de 2024                         | —       | [ 120 ] |
| Variety                | Os 10 melhores álbuns de 2024 de Steve J. Horowitz | 1       | [ 121 ] |

## Desempenho comercial
No dia do seu lançamento, Eternal Sunshine recebeu 58,1 milhões de streams no Spotify globalmente, estabelecendo o recorde de álbum mais reproduzido em um único dia em 2024, na época. Todas as 12 faixas elegíveis para as paradas do álbum apareceram simultaneamente tanto na Billboard Global 200 quanto na Global Excl. U.S.. Na primeira, dez faixas apareceram entre as 25 primeiras posições, lideradas por "We Can't Be Friends (Wait for Your Love)," que estreou na primeira posição em ambas as paradas, sendo a segunda música do álbum a alcançar o topo, após "Yes, And?".

### Estados Unidos
Eternal Sunshine estreou em primeiro lugar na parada Billboard 200 dos EUA com 227.000 unidades equivalentes a álbuns, incluindo 194,92 milhões de streams sob demanda e 77.000 vendas de álbuns em sua primeira semana. Tornou-se o sexto álbum número um de Grande e sua terceira maior semana de estreia em vendas, atrás de Thank U, Next (360.000) e Sweetener (231.000).
Foi o álbum mais consumido da semana, estreando em primeiro lugar tanto na parada Billboard Top Streaming Albums quanto na Top Album Sales, marcando o sexto topo de parada de Grande nesta última. Além disso, tornou-se seu segundo álbum número um na parada Billboard Vinyl Albums.
Com 33.000 cópias vendidas em vinil, Grande teve sua melhor semana de vendas nesse formato, superando Positions (32.000). No momento do lançamento, Eternal Sunshine alcançou a maior estreia em vendas nos EUA de 2024, ultrapassando Vultures 1 de Kanye West e Ty Dolla Sign (148.000 unidades). Em sua segunda semana, o álbum permaneceu no primeiro lugar da parada, com mais 100.500 unidades equivalentes a álbuns, incluindo 115,05 milhões de streams sob demanda e 13.000 vendas de álbuns. Foi o terceiro álbum consecutivo de Grande a passar suas duas primeiras semanas no topo, seguindo Thank U, Next e Positions.
Na quarta semana, o álbum caiu para a terceira posição na parada, vendendo 72.000 unidades.
Eternal Sunshine passou seis semanas consecutivas no top 10 da parada.
Após a reposição de um CD autografado na loja virtual de Grande, o álbum subiu para a oitava posição na edição de 6 de julho de 2024, marcando sua sétima semana não consecutiva no top 10. Em 9 de setembro de 2024, Eternal Sunshine foi certificado Platina pela RIAA, por alcançar um milhão de unidades nos EUA.
Na edição da parada Billboard Hot 100 datada de 23 de março de 2024, todas as 12 faixas elegíveis apareceram simultaneamente, tornando-se o terceiro álbum consecutivo de Grande a alcançar esse feito, após Thank U, Next (12 músicas) e Positions (14 músicas). 11 delas foram estreias; 10 dessas músicas apareceram no top 40. O total de músicas de Grande que já entraram na Hot 100 subiu para 85, empatando com Beyoncé pelo terceiro maior número entre as mulheres. A estreia no primeiro lugar do segundo single "We Can't Be Friends (Wait for Your Love)" marcou a primeira vez que Grande estreou simultaneamente no topo das paradas Billboard 200 e Hot 100.
Isso também a tornou a primeira mulher a ter dois álbuns com múltiplas estreias em primeiro lugar nos EUA, depois de Thank U, Next (2019).
Além disso, a avó de Grande, Marjorie Grande, fez sua primeira aparição na Billboard Hot 100 com a faixa do álbum "Ordinary Things", creditada como Nonna; isso fez de Marjorie o artista mais velho a aparecer na Hot 100, aos 98 anos.
Graças às três certificações RIAA do álbum em setembro de 2024, Grande se tornou a primeira artista em 2024 a ter três músicas lançadas no mesmo ano certificadas como Platina ou superior. O forte desempenho nas paradas fez com que Grande ascendesse à posição número um na parada Billboard Artist 100 pela décima sexta semana não consecutiva, a sexta maior marca para qualquer artista desde a criação da parada. Além disso, marcou a primeira vez que Grande alcançou simultaneamente o topo das paradas Billboard Hot 100 Songwriters e Hot 100 Producers, tornando-se o quarto artista e a segunda mulher a liderar simultaneamente as paradas Artist 100, Hot 100, Billboard 200, Hot 100 Songwriters e Hot 100 Producers.

### Internacional
No Reino Unido, Eternal Sunshine estreou em primeiro lugar na UK Albums Chart, tornando-se o quinto álbum consecutivo de Grande a alcançar o topo da parada. O álbum também estreou em primeiro lugar na Official Vinyl Albums Chart do Reino Unido. Com cinco álbuns número um, Grande juntou-se a Celine Dion e Lady Gaga como as artistas femininas com o sexto maior número de álbuns número um no Reino Unido. O álbum permaneceu no topo por duas semanas consecutivas. Além disso, os singles do álbum, "Yes, And?" e "We Can't Be Friends (Wait for Your Love)", alcançaram a segunda posição na UK Singles Chart. O álbum também estreou no topo da Irish Albums Chart, tornando-se o quinto álbum consecutivo de Grande a alcançar o primeiro lugar na Irlanda.
No Canadá, Eternal Sunshine estreou no topo da Billboard Canadian Albums Chart, tornando-se o quinto álbum número um de Grande no país. O álbum permaneceu no topo por duas semanas consecutivas. Após o lançamento, todas as 12 faixas elegíveis do álbum entraram simultaneamente na Canadian Hot 100. "Yes, And?" estreou em primeiro lugar, tornando-se o sétimo single número um de Grande, enquanto "We Can't Be Friends (Wait for Your Love)" estreou em terceiro lugar, marcando seu 23º hit no top 10 do país.
Na Austrália, Eternal Sunshine estreou na primeira posição da ARIA Albums Chart, marcando o quinto álbum de Grande a alcançar o topo das paradas no país. O álbum permaneceu na primeira posição por três semanas consecutivas. Além disso, sete faixas do álbum apareceram simultaneamente no ARIA Top 50 Singles Chart, com "We Can't Be Friends (Wait for Your Love)" estreando na segunda posição, tornando-se o 20º hit de Grande a entrar no top 10 no país e a música de maior sucesso do álbum, ao lado de "Yes, And?", que anteriormente também alcançou a segunda posição.
Na Nova Zelândia, Eternal Sunshine estreou no topo da NZ Top 40 Albums Chart, tornando-se o quinto álbum de Grande a alcançar o primeiro lugar no país. O álbum permaneceu na liderança por duas semanas consecutivas. Além disso, nove faixas do álbum apareceram simultaneamente no NZ Top 40 Singles Chart, com "We Can't Be Friends (Wait for Your Love)" tornando-se o sétimo single número um de Grande e a faixa de maior sucesso do álbum, superando "Yes, And?", que anteriormente alcançou a terceira posição.

## Prêmios e Indicações
Eternal Sunshine e seu segundo single "We Can't Be Friends (Wait For Your Love)" eram esperados por várias publicações e críticos para receber indicações nas categorias Big Four da 67ª edição anual do Grammy Awards.
No entanto, ambos os lançamentos não receberam indicações nas categorias Big Four. O álbum foi indicado ao prêmio de Melhor Álbum Vocal de Pop, enquanto os singles "The Boy Is Mine" (remix) e "Yes, And?" receberam uma indicação cada, respectivamente para Melhor Performance de Duo/Grupo Pop e Melhor Gravação Dance Pop. Grande foi considerada um dos maiores "esnobados" da premiação por várias publicações.
| Organização         | Ano  | Categoria                    | Resultado | Ref.    |
| ------------------- | ---- | ---------------------------- | --------- | ------- |
| Los 40 Music Awards | 2024 | Melhor Álbum Internacional   | Indicado  | [ 169 ] |
| ARIA Music Awards   | 2024 | Melhor Artista Internacional | Indicado  | [ 170 ] |
| Grammy Awards       | 2025 | Melhor Álbum Vocal de Pop    | Indicado  | [ 171 ] |

## Impacto
"Seja sobrepondo harmonias sobre uma linha de melodia ou fazendo arranjos vocais de uma ponte inteira na hora, a maestria da superestrela sobre seu instrumento só aumenta a cada novo álbum."

— The Recording Academy elogiando a produção vocal de Ariana Grande
Savannah Walsh, da Vanity Fair, afirmou que, nas horas após o lançamento do álbum, a audiência de Eternal Sunshine of the Spotless Mind havia dobrado no Vudu, de acordo com a Fandango. Da mesma forma, segundo a Billboard, "The Boy Is Mine", de Brandy e Monica, teve um aumento de 18% nos streams nos Estados Unidos devido à canção de Grande, "The Boy Is Mine", que foi inspirada na versão original e faz parte de Eternal Sunshine. Em uma resenha de Eternal Sunshine, Matthew Ennis, do York Vision, também destacou o "status de ícone da música" que Grande possui na indústria musical e enfatizou como "Eternal Sunshine é apenas mais um exemplo das habilidades visionárias de Grande como artista, que merece seu legado como um dos talentos musicais mais definidores do nosso tempo".

## Alinhamento de faixas
| Eternal Sunshine — Edição padrão |                                            |                        |                                              |                                    |         |  |
| N.º                              | Título                                     | Letras                 | Música                                       | Produtor(es)                       | Duração |  |
| 1.                               | "Intro (End of the World)"                 | Ariana Grande          | Grande Shintaro Yasuda Nick Lee Aaron Cheung | Grande Yasuda Lee Aaron Paris      | 1:32    |  |
| 2.                               | "Bye"                                      | Grande Max Martin      | Grande Martin Ilya Salmanzadeh               | Grande Martin Ilya                 | 2:44    |  |
| 3.                               | "Don't Wanna Break Up Again"               | Grande Martin          | Grande Martin Salmanzadeh                    | Grande Martin Ilya                 | 2:54    |  |
| 4.                               | "Saturn Returns Interlude"                 | Diana Garland Grande   | Grande Martin Salmanzadeh                    | Grande Martin Ilya Will Loftis     | 0:42    |  |
| 5.                               | "Eternal Sunshine"                         | Grande                 | Grande Martin Yasuda David Park              | Grande Martin Ilya Yasuda Davidior | 3:30    |  |
| 6.                               | "Supernatural"                             | Grande                 | Grande Martin Oscar Görres                   | Grande Martin Görres               | 2:43    |  |
| 7.                               | "True Story"                               | Grande Martin          | Grande Martin                                | Grande Martin Ilya                 | 2:43    |  |
| 8.                               | "The Boy Is Mine"                          | Grande Martin          | Grande Martin Salmanzadeh Yasuda Park        | Grande Martin Ilya Yasuda Davidior | 2:53    |  |
| 9.                               | "Yes, And?"                                | Grande                 | Grande Martin Salmanzadeh                    | Grande Martin Ilya                 | 3:34    |  |
| 10.                              | "We Can't Be Friends (Wait for Your Love)" | Grande                 | Grande Martin Salmanzadeh                    | Grande Martin Ilya                 | 3:48    |  |
| 11.                              | "I Wish I Hated You"                       | Grande                 | Grande Salmanzadeh                           | Grande Ilya                        | 2:33    |  |
| 12.                              | "Imperfect for You"                        | Grande Martin          | Grande Martin Salmanzadeh Peter Kahm         | Grande Martin Ilya                 | 3:02    |  |
| 13.                              | "Ordinary Things" (com part. de Nonna)     | Grande Marjorie Grande | Grande Lee Luka Kloser                       | Grande Lee Martin Kloser           | 2:48    |  |
| Duração total:                   | Duração total:                             | Duração total:         | Duração total:                               | Duração total:                     | 35:26   |  |

| Eternal Sunshine — Edição slightly deluxe |                                           |                                           |                                |                      |         |  |
| N.º                                       | Título                                    | Letras                                    | Música                         | Produtor(es)         | Duração |  |
| 14.                                       | "Supernatural" (com part. de Troye Sivan) | Grande Sivan [ b ] Brett McLaughlin [ b ] | Grande Martin Görres           | Grande Martin Görres | 2:43    |  |
| 15.                                       | "Imperfect for You" (acústica)            | Grande Martin                             | Grande Martin Salmanzadeh Kahm | Grande Martin Ilya   | 3:02    |  |
| 16.                                       | "True Story" (a capella)                  | Grande Martin                             | Grande Martin                  | Grande Martin Ilya   | 2:43    |  |
| 17.                                       | "Yes, And?" (com part. de Mariah Carey)   | Grande Carey [ b ]                        | Grande Martin Salmanzadeh      | Grande Martin Ilya   | 3:35    |  |
| Duração total:                            | Duração total:                            | Duração total:                            | Duração total:                 | Duração total:       | 47:23   |  |

| Eternal Sunshine — Edição slightly deluxe and also live |                                                      |                                                        |                                       |                                    |         |  |
| N.º                                                     | Título                                               | Letras                                                 | Música                                | Produtor(es)                       | Duração |  |
| 14.                                                     | "Yes, And?" (com part. de Mariah Carey)              | Grande Carey [ b ]                                     | Grande Martin Salmanzadeh             | Grande Martin Ilya                 | 3:35    |  |
| 15.                                                     | "Supernatural" (com part. de Troye Sivan)            | Grande Sivan [ b ] McLaughlin [ b ]                    | Grande Martin Görres                  | Grande Martin Görres               | 2:43    |  |
| 16.                                                     | "The Boy Is Mine" (com part. de Brandy e Monica)     | Grande Martin Brandy Norwood [ b ] Monica Arnold [ b ] | Grande Martin Salmanzadeh Yasuda Park | Grande Martin Ilya Yasuda Davidior | 3:33    |  |
| 17.                                                     | "Imperfect for You" (acústica)                       | Grande Martin                                          | Grande Martin Salmanzadeh Kahm        | Grande Martin Ilya                 | 3:02    |  |
| 18.                                                     | "Intro (End of the World)" (ao vivo)                 | Grande                                                 | Grande Yasuda Lee Cheung              | Grande Natural                     | 1:43    |  |
| 19.                                                     | "Don't Wanna Break Up Again" (ao vivo)               | Grande Martin                                          | Grande Martin Salmanzadeh             | Grande Natural                     | 2:52    |  |
| 20.                                                     | "Eternal Sunshine" (ao vivo)                         | Grande                                                 | Grande Martin Yasuda Park             | Grande Natural                     | 3:26    |  |
| 21.                                                     | "Supernatural" (ao vivo)                             | Grande                                                 | Grande Martin Görres                  | Grande Natural                     | 2:43    |  |
| 22.                                                     | "Yes, And?" (ao vivo)                                | Grande                                                 | Grande Martin Salmanzadeh             | Grande Natural                     | 3:19    |  |
| 23.                                                     | "We Can't Be Friends (Wait for Your Love)" (ao vivo) | Grande                                                 | Grande Martin Salmanzadeh             | Grande Natural                     | 3:24    |  |
| 24.                                                     | "Imperfect for You" (ao vivo)                        | Grande Martin                                          | Grande Martin Salmanzadeh Kahm        | Grande Natural                     | 3:06    |  |
| Duração total:                                          | Duração total:                                       | Duração total:                                         | Duração total:                        | Duração total:                     | 69:00   |  |

Notas
- Com exceção de “Saturn Returns Interlude”, todas as faixas são estilizadas em letras minúsculas.
- "Saturn Returns Interlude" contém um excerto da astróloga Diana Garland.
- "The Boy Is Mine" interpola a canção de mesmo nome de 1998 das cantoras Brandy e Monica.

## Equipe
Músicos
- Ariana Grande – vocais principais, vocais de apoio (todas as faixas); programação (faixa 4)
- Shintaro Yasuda – teclados, programação (faixas 1, 5, 8); bateria (5, 8)
- Nick Lee – teclados, programação, trombone (faixas 1, 13); baixo, bateria (13)
- Aaron Cheung – baixo, guitarra, programação, sintetizador, violino (faixa 1)
- Max Martin – teclados (faixas 2, 3, 5–10, 12); vocais de apoio, baixo, bateria (faixas 2, 3, 5, 7–10, 12); guitarra (faixas 2, 7, 10, 12), programação (faixas 3, 5–10, 12)
- Ilya – vocais de apoio, baixo, teclados, programação (faixas 2–5, 7–12); guitarra (2, 7, 10, 12), sintetizador (faixa 3), piano (faixas 5, 9)
- Mattias Bylund – arranjo de cordas, cordas, sintetizador (faixas 2, 3); glockenspiel, metais (faixa 2)
- Tomas Jonsson – saxofone tenor (faixas 2, 3)
- Peter Jonasson – trombone (faixas 2, 3)
- Magnus Johansson – trompete, violino (faixas 2, 3)
- Karl Guner – arranjo de cordas, sintetizador (faixas 2, 3)
- Janne Bjerger – trompete (faixas 2, 3)
- Hanna Helgegren – violino (faixas 2, 3)
- Erik Arvinder – violino (faixas 2, 3)
- Wojtek Goral – saxofone alto (faixa 2)
- Michael Engström – baixo (faixa 2)
- Lou Carrao – baixo (faixa 2)
- David Bukovinszky – violoncelo (faixa 2)
- Per Strandberg – guitarra (faixa 2)
- Davidior – teclados (faixa 5); bateria, programação (faixa 8)
- Oscar Görres – baixo, guitarra, teclados, percussão, programação (faixa 6)
- Shellback – bateria (faixa 7)
- Davide Rossi – violoncelo, arranjo de cordas, viola, violino (faixa 10)
- Luka Kloser – baixo, bateria, teclados, programação (faixa 13)
- Troye Sivan – artista convidado (faixas 14, 15[a])
- Mariah Carey – artista convidada (faixas 17, 14[a])
- Brandy – artista convidada (faixa 16[a])
- Monica – artista convidada (faixa 16[a])

Técnico
- Randy Merrill – masterização
- Serban Ghenea – mixagem (faixas 1–3, 5–13)
- Ilya – mixagem (faixa 4)
- Sam Holland – engenharia
- Lou Carrao – engenharia
- Bryce Bordone – assistência de mixagem (faixas 1–3, 5–13)
- Eric Eyland – assistência de engenharia
- Rob Sellens – assistência de engenharia (faixas 2–5, 7–13)

## Desempenho nas tabelas musicais
| Tabela Musical (2024)                         | Melhor posição |
| --------------------------------------------- | -------------- |
| Argentina (CAPIF)                             | 1              |
| Austrália (ARIA)                              | 1              |
| Áustria (Ö3 Austria Top 40)                   | 2              |
| Bélgica (Ultratop Flandres)                   | 1              |
| Bélgica (Ultratop Valônia)                    | 1              |
| Canadá (Billboard Canadá)                     | 1              |
| Croácia (HDU)                                 | 1              |
| Tchéquia (ČNS IFPI)                           | 4              |
| Dinamarca (Hitlisten)                         | 1              |
| Países Baixos (Dutch Charts)                  | 1              |
| Finlândia (Suomen virallinen lista)           | 8              |
| França (SNEP)                                 | 2              |
| Alemanha (Offizielle Deutsche Charts)         | 3              |
| Grécia (IFPI)                                 | 3              |
| Hungria (MAHASZ)                              | 3              |
| Islândia (Tónlistinn)                         | 3              |
| Irlanda (IRMA)                                | 1              |
| Itália (FIMI)                                 | 4              |
| Japão (Oricon)                                | 13             |
| Japão - Japanese Combined Albums (Oricon)     | 14             |
| Japão - Japanese Hot Albums (Billboard Japan) | 14             |
| Lituânia (AGATA)                              | 2              |
| Nova Zelândia (RMNZ)                          | 1              |
| Portugal (AFP)                                | 1              |
| Reino Unido (UK Albums Chart)                 | 1              |
| Estados Unidos (Billboard 200)                | 1              |

| Tabela Musical (2024) | Melhor posição |
| --------------------- | -------------- |
| Japão (Oricon)        | 41             |

| Tabela Musical (2024)         | Melhor posição |
| ----------------------------- | -------------- |
| Austrália (ARIA)              | 21             |
| Áustria (Ö3 Austria)          | 63             |
| Bélgica (Ultratop Flanders)   | 17             |
| Bélgica (Ultratop Wallonia)   | 32             |
| Canadá (Billboard)            | 27             |
| Croácia (Foreign Top 40)      | 19             |
| Dinamarca (Hitlisten)         | 45             |
| Países Baixos (Album Top 100) | 7              |
| França (SNEP)                 | 42             |
| Alemanha (Offizielle Top 100) | 61             |
| Internacional (IFPI)          | 13             |

## Certificados
| País                  | Certificação | Vendas equivalentes |
| --------------------- | ------------ | ------------------- |
| Estados Unidos (RIAA) | Prata        | 1 000 000           |
| Canadá (Music Canada) | Prata        | 80 000              |
| França (SNEP)         | Ouro         | 50 000              |
| Reino Unido (BPI)     | Ouro         | 100 000             |

## Histórico de lançamento
| Região | Data                 | Formato(s)                                  | Versão                        | Gravadora        | Ref     |
| ------ | -------------------- | ------------------------------------------- | ----------------------------- | ---------------- | ------- |
| Mundo  | 8 de março de 2024   | CD vinil cassete download digital streaming | Padrão                        | Republic Records |         |
| Mundo  | 11 de março de 2024  | Download digital streaming                  | Slightly deluxe               | Republic Records | [ 216 ] |
| Mundo  | 1 de outubro de 2024 | Download digital streaming                  | Slightly deluxe and also live | Republic Records | [ 217 ] |

## Eternal Sunshine Deluxe: Brighter Days Ahead
Eternal Sunshine Deluxe: Brighter Days Ahead é uma reedição de Eternal Sunshine, lançada em 28 de março de 2025 pela Republic Records, um ano após o álbum original.

### Antecedentes
Em julho de 2024, Grande revelou que uma reedição deluxe de Eternal Sunshine estava em desenvolvimento, mas não estava programada para ser lançada "tão cedo" devido aos seus compromissos promocionais com Wicked. Ela declarou no 82º Globo de Ouro que foi criado em 2024 e seria lançado "em algum momento". Em 27 de fevereiro de 2025, a conta "sweetener" do Instagram de Grande foi renomeada para "brighterdays". Uma linha direta falsa foi tornada pública em 4 de março, que incluía uma saudação de correio de voz de Grande anunciando um procedimento de apagamento de memória—uma referência ao enredo do videoclipe "We Can't Be Friends (Wait for Your Love)" e ao filme Eternal Sunshine of the Spotless Mind—a fictícia "Brighter Days Clinic". Um teaser trailer, apresentando produtos dentro de uma caixa sendo incendiada, foi lançado junto com um link de pré-salvamento em 8 de março. A reedição, intitulada Eternal Sunshine Deluxe: Brighter Days Ahead, foi anunciada em 10 de março de 2025. As pré-encomendas começaram no mesmo dia. Grande revelou os títulos e a ordem das faixas adicionais em 17 de março por meio de suas redes sociais.
O relançamento foi lançado em 28 de março de 2025, através das plataformas de download digital e streaming, duas variações em CD e duas variações em LP. A versão digital consiste nas treze faixas da versão padrão e seis faixas adicionais, ao passo que os lançamentos físicos acrescentam ainda os remixes anteriormente lançados das faixas "Yes, And?", "Supernatural" e "The Boy Is Mine".

### Título e arte da capa
O título Eternal Sunshine Deluxe: Brighter Days Ahead é derivado da fictícia "Brighter Days Clinic", apresentada no videoclipe de "We Can't Be Friends (Wait for Your Love)".
A capa padrão é uma fotografia "ampliada" de Grande vestindo um vestido branco, levitando no ar sob um feixe de luz branca—no centro de um fundo preto. O Los 40 descreveu a capa como uma "metáfora para o título do álbum", enquanto o Hypebeast a classificou como uma "imagem adequada para um álbum que promete 'dias mais brilhantes à frente'".

### Brighter Days Ahead
A reedição foi lançada simultaneamente com Brighter Days Ahead, um curta-metragem escrito e dirigido por Christian Breslauer e Grande, em 28 de março. Anunciado por meio de um teaser postado nas redes sociais em 12 de março de 2025, o curta-metragem continua a história de Peaches, a personagem fictícia apresentada no videoclipe de "We Can't Be Friends (Wait for Your Love)". Coproduzido por London Alley, Lucky Bastards, Republic Records e Grande, exibições de Brighter Days Ahead para fãs foram realizadas em 30 de março em Boca Raton, Chicago, Los Angeles e Nova York.

### Alinhamento de faixas
| Eternal Sunshine Deluxe: Brighter Days Ahead — Edição digital |                                               |                |                           |                         |         |  |
| N.º                                                           | Título                                        | Letras         | Música                    | Produtor(es)            | Duração |  |
| 14.                                                           | "Intro (End of the World)" (versão estendida) | Grande         | Grande Yasuda Lee Cheung  | Grande Yasuda Lee Paris | 2:41    |  |
| 15.                                                           | "Twilight Zone"                               | Grande         | Grande Martin Salmanzadeh | Grande Martin Ilya      | 3:18    |  |
| 16.                                                           | "Warm"                                        | Grande         | Grande Martin Görres      | Grande Martin Görres    | 3:21    |  |
| 17.                                                           | "Dandelion"                                   | Grande         | Grande Martin Salmanzadeh | Grande Martin Ilya      | 3:24    |  |
| 18.                                                           | "Past Life"                                   | Grande         | Grande Martin Salmanzadeh | Grande Martin Ilya      | 3:35    |  |
| 19.                                                           | "Hampstead"                                   | Grande         | Grande Martin Salmanzadeh | Grande Martin Ilya      | 3:36    |  |
| Duração total:                                                | Duração total:                                | Duração total: | Duração total:            | Duração total:          | 55:21   |  |

| Eternal Sunshine Deluxe: Brighter Days Ahead — Edição física |                                                  |                                          |                                       |                                    |         |  |
| N.º                                                          | Título                                           | Letras                                   | Música                                | Produtor(es)                       | Duração |  |
| 14.                                                          | "Intro (End of the World)" (versão estendida)    | Grande                                   | Grande Yasuda Lee Cheung              | Grande Yasuda Lee Paris            | 2:41    |  |
| 15.                                                          | "Yes, And?" (com part. de Mariah Carey)          | Grande Carey [ b ]                       | Grande Martin Salmanzadeh             | Grande Martin Ilya                 | 3:35    |  |
| 16.                                                          | "Supernatural" (com part. de Troye Sivan)        | Grande Sivan [ b ] McLaughlin [ b ]      | Grande Martin Görres                  | Grande Martin Görres               | 2:43    |  |
| 17.                                                          | "The Boy Is Mine" (com part. de Brandy e Monica) | Grande Martin Norwood [ b ] Arnold [ b ] | Grande Martin Salmanzadeh Yasuda Park | Grande Martin Ilya Yasuda Davidior | 3:33    |  |
| 18.                                                          | "Twilight Zone"                                  | Grande                                   | Grande Martin Salmanzadeh             | Grande Martin Ilya                 | 3:18    |  |
| 19.                                                          | "Warm"                                           | Grande                                   | Grande Martin Görres                  | Grande Martin Görres               | 3:21    |  |
| 20.                                                          | "Dandelion"                                      | Grande                                   | Grande Martin Salmanzadeh             | Grande Martin Ilya                 | 3:24    |  |
| 21.                                                          | "Past Life"                                      | Grande                                   | Grande Martin Salmanzadeh             | Grande Martin Ilya                 | 3:35    |  |
| 22.                                                          | "Hampstead"                                      | Grande                                   | Grande Martin Salmanzadeh             | Grande Martin Ilya                 | 3:36    |  |
| Duração total:                                               | Duração total:                                   | Duração total:                           | Duração total:                        | Duração total:                     | 65:12   |  |

### Histórico de lançamento
| Região | Data                | Formato(s)                          | Gravadora        | Ref     |
| ------ | ------------------- | ----------------------------------- | ---------------- | ------- |
| Mundo  | 28 de março de 2025 | CD vinil download digital streaming | Republic Records | [ 237 ] |